# Кърка (приток на Адриатическо море)
Вижте пояснителната страница за други значения на Кърка.
Кърка е река в Далмация, в Хърватия. 
Влива се в Адриатическо море. Дължината ѝ е 73 km. На реката се намира едноименният национален парк Кърка.
По Кърка се намират градовете Книн, Скрадин и Шибеник.